# Кочкорчу
Кочкорчу (кирг. Кочкорчу) — село в Чон-Алайском районе Ошской области Кыргызстана. Входит в состав Чон-Алайского айылного аймака.

## География
Село расположено в юго-западной части области, в высокогорной зоне, на левом берегу реки Кек-Суу, на расстоянии приблизительно 11 километров (по прямой) к западо-северо-западу от села Дараут-Курган, административного центра района.

## Население
Согласно оценочным данным Национального статистического комитета Кыргызской Республики, численность населения села на начало 2023 года составляла 184 человека.
| год     | 2009 | 2014 | 2015 | 2020 | 2021 | 2023 |
| ------- | ---- | ---- | ---- | ---- | ---- | ---- |
| человек | 194  | 80   | 87   | 176  | 182  | 184  |